# Korányi Lajos
Korányi Lajos, született Kronenberger (Szeged, 1907. május 15. – Budapest, 1981. január 29.) magyar válogatott labdarúgó. Az 1938-as világbajnokságon a magyar nemzeti csapat hátvédjeként Bíró Sándorral alkotott hátvédsort. Egy selejtezőn és négy mérkőzésen lépett pályára a nemzeti csapatban. Összesen negyvenszeres válogatott. A sportsajtóban Korányi I néven ismert. Két testvére szintén labdarúgó, Korányi Mátyás (Korányi II) a válogatottban is bemutatkozott, Korányi Dezső (Korányi III vagy Desiré) ötszörös francia válogatott.

## Pályafutása

### Klubcsapatban
Az Újszegedi TC-ben kezdett futballozni, majd 1927-ben a Bástya SC-hez került. Innen rövid időn belül kölcsönadták a Csaba FC-nek. 1928 tavaszától ismét Szegeden játszott. Atletikus megjelenése és fizikuma egyedülálló volt, helyezkedése és fejjátéka is a válogatottig repítette.
A Ferencvárosban Takács Gézával, majd Polgár Gyulával alkotta a védelmet. 1933 októberében egy Olaszország elleni barátságos mérkőzésen lábát törte, felépülése hosszú időt vett el a karrierjéből.
1937-ben Budapesten a Ferencvárosi TC soraiban Korányival 4-2-re verte az olasz S.S. Laziót, és elnyerte a Közép-európai Kupát.
1930-tól 1938-ig a Ferencvárosban 157 NB I-es mérkőzésen szerepelt.
1938-ban elhagyta a Fradit, és csatlakozott a Phöbus FC-hez. Innen a francia FC Sète-ben folytatta volna pályafutását, ahol öccse, Dezső már több éve rendkívül sikeresen játszott. A külföldre igazolás meghiúsult, Lajos hamarosan megint visszatért – a második világháború esetleges kitörése okán – Budapestre. Ekkor egy rövid ideig a Nemzeti SC-hez igazolt, majd a másodosztályú Weisz Manfréd FC Csepelben fejezte be pályafutását, mégpedig úgy, hogy a Csepeltől az első osztályból búcsúzott. Ezután a Losonci AFC játékos-edzője volt. 1946 októberében a Móraváros játékosa lett.

### A válogatottban
A válogatottban 1929. április 14-én debütált Svájc ellen egy 5–4-es mérkőzésen. Ekkor Még Szegeden játszott.
A válogatottban balszélsőként használták, majd végleges helyét Bíró Sándor oldalán a hátvédsorban találta meg. Súlyos sérüléséből 3 és fél évig tartott felgyógyulása, így ki kellett hagynia az 1934-es világbajnokságot.
A visszatérése után ismét Bíró mellett találta magát a válogatottban. A selejtezőn a görögöket 11–1-re verő csapat kijutott a franciaországi világbajnokságra. Korányi egészen az döntőig a csapat kirobbanthatatlan tagja volt, a döntőben mégsem kapott helyet a kezdő tizenegyben.
1929 és 1941 között negyven alkalommal szerepelt a válogatottban.

### Edzőként
1941 és 1943 között a Losonci AFC edzője volt. 1946 elején a Kecskeméti AC trénere lett. 1948 nyarán a Tompai SE edzőjének nevezték ki. 1951 nyarán a Szekszárdi Építők edzője lett. 1952 elején a Miskolci VSC csapatát bízták rá. 1955-ben a Szarvasi Traktor edzője volt. 1957 végén a Szentesi Kinizsi edzője lett.

## Sikerei, díjai
- Világbajnoki ezüstérmes: 1938, Franciaország
- 1931-től 1938-ig háromszoros magyar bajnok (1932, 1934, 1938)
- 1933-ban és 1935-ben a Magyar Kupa-győztes csapat tagja
- 1937-ben a Közép-európai Kupa (KK)-győztes csapat tagja
- 1974-ben a Ferencvárosi Torna Club (FTC) örökös bajnoka.

## Statisztika

### Mérkőzései a válogatottban
| Magyarország | Magyarország         | Magyarország                       | Magyarország  | Magyarország | Magyarország  | Magyarország    | Magyarország | Magyarország |
| #            | Dátum                | Helyszín                           | Hazai         | Eredmény     | Vendég        | Kiírás          | Gólok        | Esemény      |
| ------------ | -------------------- | ---------------------------------- | ------------- | ------------ | ------------- | --------------- | ------------ | ------------ |
| 1.           | 1929. április 14.    | Bern                               | Svájc         | 4 – 5        | Magyarország  | Európa-kupa     | -            |              |
| 2.           | 1929. május 5.       | Bécs, Hohe Warte                   | Ausztria      | 2 – 2        | Magyarország  | barátságos      | -            |              |
| 3.           | 1929. szeptember 8.  | Prága                              | Csehszlovákia | 1 – 1        | Magyarország  | Európa-kupa     | -            |              |
| 4.           | 1930. április 13.    | Bázel                              | Svájc         | 2 – 2        | Magyarország  | barátságos      | -            | 75'          |
| 5.           | 1930. május 1.       | Prága                              | Csehszlovákia | 1 – 1        | Magyarország  | barátságos      | -            |              |
| 6.           | 1930. május 11.      | Budapest, Üllői úti pálya          | Magyarország  | 0 – 5        | Olaszország   | Európa-kupa     | -            |              |
| 7.           | 1930. szeptember 28. | Drezda, Ostragehege                | Németország   | 5 – 3        | Magyarország  | barátságos      | -            |              |
| 8.           | 1930. október 26.    | Budapest, Hungária körúti pálya    | Magyarország  | 1 – 1        | Csehszlovákia | barátságos      | -            |              |
| 9.           | 1931. március 22.    | Prága, Sparta-pálya                | Csehszlovákia | 3 – 3        | Magyarország  | Európa-kupa     | -            |              |
| 10.          | 1931. május 3.       | Bécs, Hohe Warte                   | Ausztria      | 0 – 0        | Magyarország  | Európa-kupa     | -            |              |
| 11.          | 1931. május 21.      | Belgrád, BSK-pálya                 | Jugoszlávia   | 3 – 2        | Magyarország  | barátságos      | -            |              |
| 12.          | 1931. november 8.    | Budapest, Üllői úti pálya          | Magyarország  | 3 – 1        | Svédország    | barátságos      | -            |              |
| 13.          | 1932. szeptember 18. | Budapest, Üllői úti pálya          | Magyarország  | 2 – 1        | Csehszlovákia | Európa-kupa     | -            |              |
| 14.          | 1932. október 2.     | Budapest, Üllői úti pálya          | Magyarország  | 2 – 3        | Ausztria      | barátságos      | -            |              |
| 15.          | 1932. október 30.    | Budapest, Hungária körúti pálya    | Magyarország  | 2 – 1        | Németország   | barátságos      | -            |              |
| 16.          | 1932. november 27.   | Milánó, San Siro Stadion           | Olaszország   | 4 – 2        | Magyarország  | barátságos      | -            |              |
| 17.          | 1933. március 5.     | Amszterdam                         | Hollandia     | 1 – 2        | Magyarország  | barátságos      | -            |              |
| 18.          | 1933. március 19.    | Budapest, Hungária körúti pálya    | Magyarország  | 2 – 0        | Csehszlovákia | barátságos      | -            |              |
| 19.          | 1933. április 30.    | Budapest, Üllői úti pálya          | Magyarország  | 1 – 1        | Ausztria      | barátságos      | -            |              |
| 20.          | 1933. július 2.      | Stockholm                          | Svédország    | 5 – 2        | Magyarország  | barátságos      | -            | 58' (öngól)  |
| 21.          | 1933. szeptember 17. | Budapest, Hungária körúti pálya    | Magyarország  | 3 – 0        | Svájc         | Európa-kupa     | -            |              |
| 22.          | 1933. október 1.     | Bécs, Hohe Warte                   | Ausztria      | 2 – 2        | Magyarország  | barátságos      | -            |              |
| 23.          | 1933. október 22.    | Budapest, Üllői úti pálya          | Magyarország  | 0 – 1        | Olaszország   | Európa-kupa     | -            |              |
| 24.          | 1937. április 25.    | Torino, Benito Mussolini Stadion   | Olaszország   | 2 – 0        | Magyarország  | Európa-kupa     | -            |              |
| 25.          | 1937. május 9.       | Budapest, Hungária körúti pálya    | Magyarország  | 1 – 1        | Jugoszlávia   | barátságos      | -            |              |
| 26.          | 1937. május 23.      | Budapest, Üllői úti pálya          | Magyarország  | 2 – 2        | Ausztria      | barátságos      | -            |              |
| 27.          | 1937. szeptember 19. | Budapest, Hungária körúti pálya    | Magyarország  | 8 – 3        | Csehszlovákia | barátságos      | -            |              |
| 28.          | 1937. november 14.   | Budapest, Üllői úti pálya          | Magyarország  | 2 – 0        | Svájc         | Európa-kupa     | -            |              |
| 29.          | 1938. március 20.    | Nürnberg                           | Németország   | 1 – 1        | Magyarország  | barátságos      | -            |              |
| 30.          | 1938. március 25.    | Budapest, Hungária körúti pálya    | Magyarország  | 11 – 1       | Görögország   | vb-selejtező    | -            |              |
| 31.          | 1938. június 5.      | Reims (FRA)                        | Magyarország  | 6 – 0        | Holland India | vb-nyolcaddöntő | -            |              |
| 32.          | 1938. június 12.     | Lille, Stade Victor Boucquey (FRA) | Svájc         | 0 – 2        | Magyarország  | vb-negyeddöntő  | -            |              |
| 33.          | 1938. június 16.     | Párizs, Parc des Princes (FRA)     | Magyarország  | 5 – 1        | Svédország    | vb-elődöntő     | -            |              |
| 34.          | 1938. december 7.    | Glasgow, Ibrox Park                | Skócia        | 3 – 1        | Magyarország  | barátságos      | -            |              |
| 35.          | 1939. február 26.    | Rotterdam, Feijenoord Stadion      | Hollandia     | 3 – 2        | Magyarország  | barátságos      | -            |              |
| 36.          | 1939. március 16.    | Párizs, Parc des Princes           | Franciaország | 2 – 2        | Magyarország  | barátságos      | -            |              |
| 37.          | 1939. március 19.    | Cork                               | Írország      | 2 – 2        | Magyarország  | barátságos      | -            |              |
| 38.          | 1939. június 8.      | Budapest, Üllői úti pálya          | Magyarország  | 1 – 3        | Olaszország   | barátságos      | -            |              |
| 39.          | 1939. október 22.    | Bukarest, ANEF-stadion             | Románia       | 1 – 1        | Magyarország  | barátságos      | -            |              |
| 40.          | 1941. április 6.     | Köln                               | Németország   | 7 – 0        | Magyarország  | barátságos      | -            |              |
|              | Összesen             |                                    |               | 40           | mérkőzés      |                 | 0            | gól          |